# Süddeutsche Handballmeisterschaft 1956
Die Süddeutsche Handballmeisterschaft 1956 war die siebte vom SHV ausgerichtete Endrunde um die Süddeutsche Meisterschaft im Hallenhandball der Männer. Sie wurde am 18. Februar 1956 in München ausgespielt.

## Turnierverlauf
Meister wurde der TC Frisch Auf Göppingen, der sich damit für die Endrunde zur Deutschen Meisterschaft 1956 in Berlin qualifizierte, bei der die Göppinger auch die Deutsche Meisterschaft gewannen.

### Modus
Teilnahmeberechtigt waren jeweils die Meister der Endrunden Baden, Südbaden, Bayern und der Verbandsliga Württemberg. Es wurde keine Vorrunde in zwei Gruppen gespielt, da nur vier Teams zugelassen waren und so gleich die Endrunde durchgeführt werden konnte. Der Meister war für die Endausscheidung zur Deutschen Meisterschaft qualifiziert.

### Endrunde
FA Göppingen – TuS Schutterwald 10 : 2
Post SV München – TS 1884 Beiertheim 5 : 2
FA Göppingen – TS 1884 Beiertheim 10 : 4
Post SV München – TuS Schutterwald 10 : 6
TuS Schutterwald – TS 1884 Beiertheim 7 : 4
FA Göppingen – Post SV München 10 : 6

### Endrundentabelle
Saison 1955/56
|    | Mannschaft                  | Sp | Pkte |
| -- | --------------------------- | -- | ---- |
| 1. | TC Frisch Auf Göppingen (M) | 3  | 6:0  |
| 2. | Post SV München             | 3  | 4:2  |
| 3. | TuS Schutterwald            | 3  | 2:4  |
| 4. | TS 1884 Beiertheim          | 3  | 0:6  |

Süddeutscher Meister und für die Endrunde zur Deutschen Meisterschaft 1955/56 qualifiziert